# Farrukhan il Grande
Farrukhan il Grande (in persiano فرخان بزرگ, Farrukhan-e Bozorg; VII secolo – 728) è stato un sovrano indipendente (ispahbadh) del Tabaristan.

## Biografia
Regnò sul Tabaristan dal 712 fino alla sua morte avvenuta nel 728. Attraverso la coniazione delle monete, si apprende che fu il primo sovrano della dinastia dei Dabuyidi, che secondo la tradizione regnò sul Tabaristan fino alla conquista islamica della Persia. Mantenne la sua indipendenza contro gli attacchi del califfato degli Omayyadi, e gli succedette sul trono il suo figlio maggiore, Dadhburzmihr.
Farrukhan ebbe tre figli, di nome Saruyih, Farrukhan il Giovane e Dadhburzmihr.
Nel corso dei primi anni di regno, ricostruì la città di Zadracarta facendone la sua capitale, e poiché il nome di suo figlio era "Saruyih", la chiamò con questo nome, che poi divenne Sari.